# Fettblätter
Die Pflanzengattung Fettblätter (Bacopa) gehört zur Familie der Wegerichgewächse (Plantaginaceae). Die 60 bis 70 Arten gedeihen in tropischen und subtropischen Gebieten, hauptsächlich in der Neotropis. Einige Arten sind Sumpfpflanzen (emerse Pflanzen).
Fettblatt ist der deutsche Trivialname für viele Arten aus mehreren Gattungen, beispielsweise der Gattung Sedum und Hylotelephium. In Liechtenstein und der Schweiz werden auch Pinguicula-Arten (Fettkräuter) als Fettblatt bezeichnet.

## Beschreibung

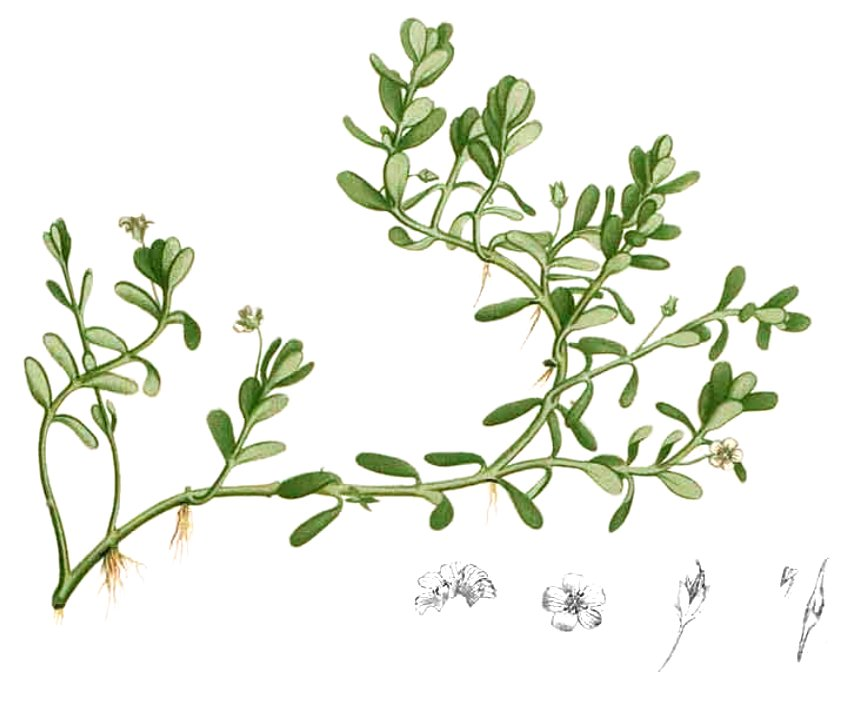
Illustration des Kleinen Fettblatt (Bacopa monnieri)

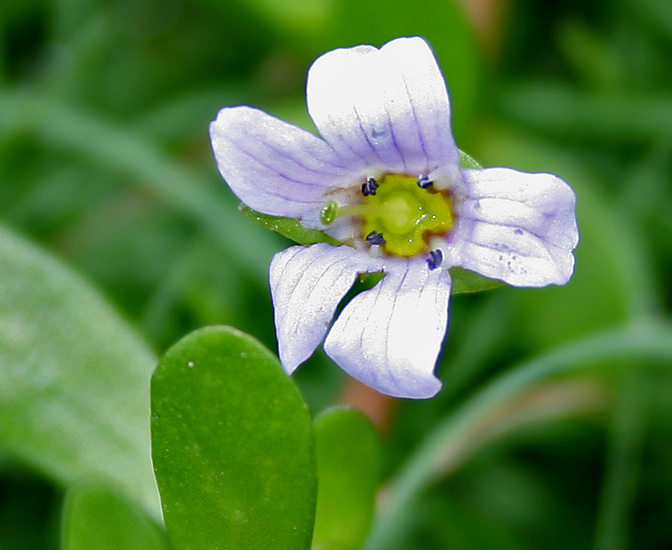
Detail einer Blüte des Kleinen Fettblatts (Bacopa monnieri)

### Vegetative Merkmale
Bacopa-Arten wachsen als krautige Pflanzen. Die Stängel sind aufrecht oder kriechend. Die gegenständig angeordneten Laubblätter besitzen eine einfache Blattspreite.

### Generative Merkmale
Die Blüten stehen einzeln in den Blattachseln oder in seiten- oder endständigen traubigen Blütenständen zusammen. Es können ein oder zwei Deckblätter vorhanden sein.
Die zwittrigen Blüten sind zygomorph und besitzen eine doppelte Blütenhülle. Die selten vier, meist fünf vollkommen freien Kelchblätter überlappen sich dachziegelartig, wobei das oberste das größte ist. Die fünf Kronblätter sind röhrig verwachsen. Die Kronröhre ist je nach Art mehr oder weniger deutlich zweilippig. Die Unterlippe ist dreilappig und die Oberlippe zweilappig. Es sind meist vier, sehr selten fünf Staubblätter vorhanden. Die Narbe ist verbreitert, kopfig oder zweilappig.
Die eiförmigen oder kugeligen, vierfächerigen Kapselfrüchte sind zweirillig und enthalten viele winzige Samen.

## Systematik
Die Gattung Bacopa wurde 1775 durch Jean Baptiste Christophe Fusée Aublet in Histoire des Plantes de la Guiane Françoise, 1, S. 128–130, Tafel 49 aufgestellt. Typusart ist Bacopa aquatica Aubl. Bacopa ist ein guyanischer Pflanzenname. Synonyme für Bacopa Aubl. sind: Brami Adans., Bramia Lam., Herpestis Gaertn., Macuillamia Raf., Moniera P.Browne, Monocardia Pennell.
Die Gattung Bacopa gehört zur Tribus Gratioleae innerhalb der Familie Plantaginaceae. Sie wurde früher auch in die Familien Gratiolaceae, Scrophulariaceae und Veronicaceae gestellt.
Es gibt 60 Bacopa-Arten:

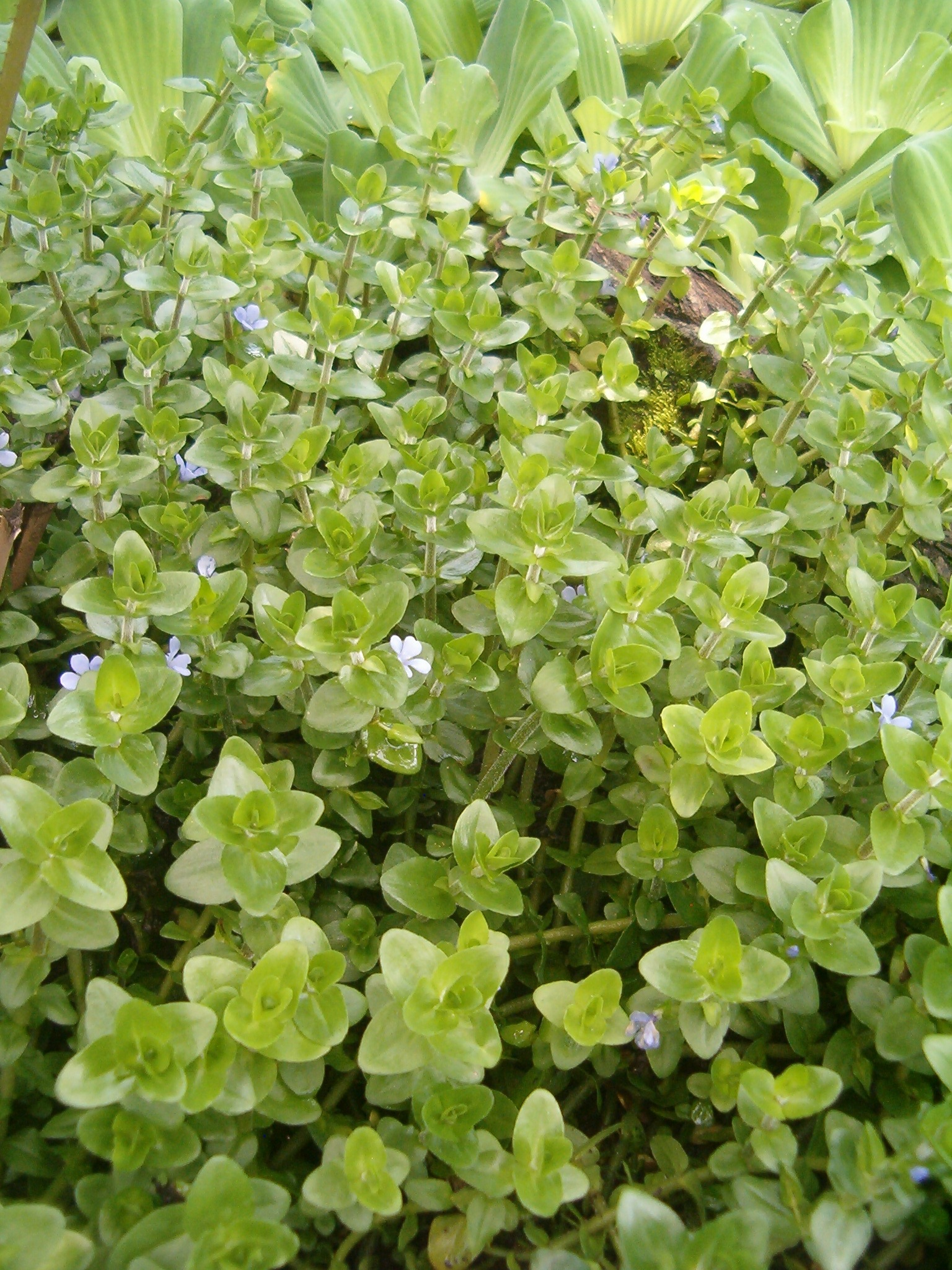
Habitus, Laubblätter und Blüten des Großen Fettblatts (Bacopa caroliniana)

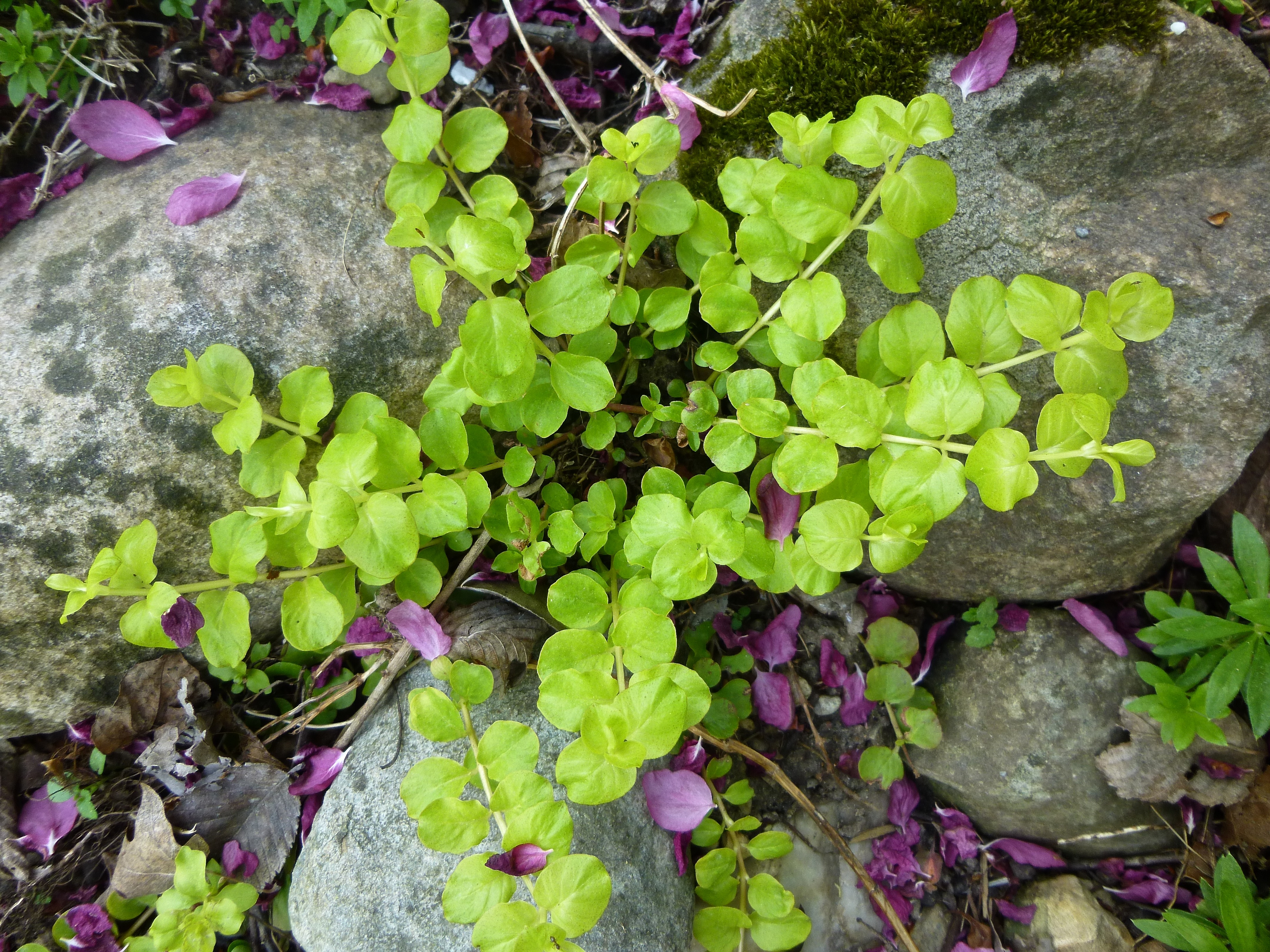
Habitus und Laubblätter des Gekerbten Fettblatts (Bacopa crenata)

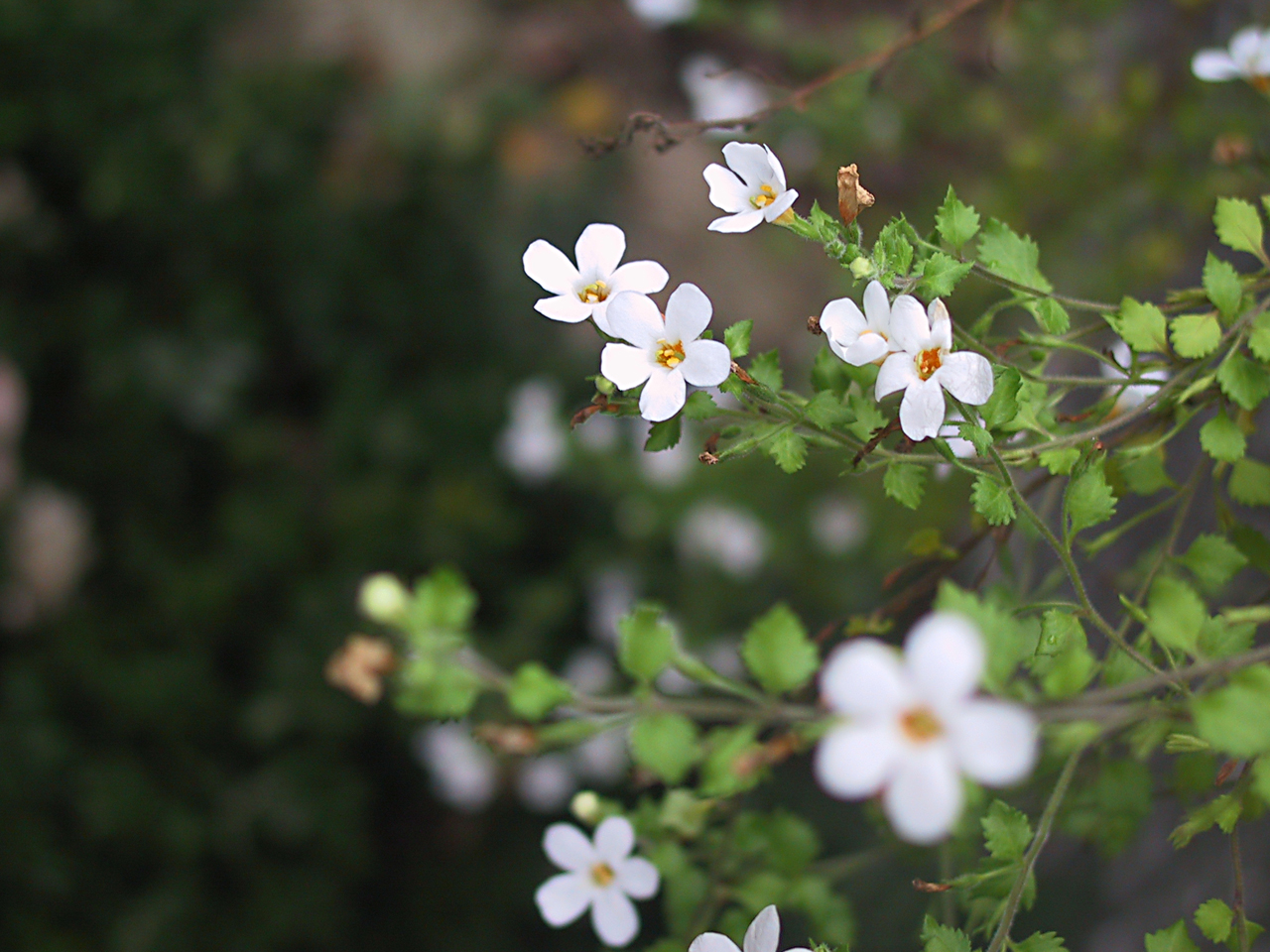
Bacopa diffusa

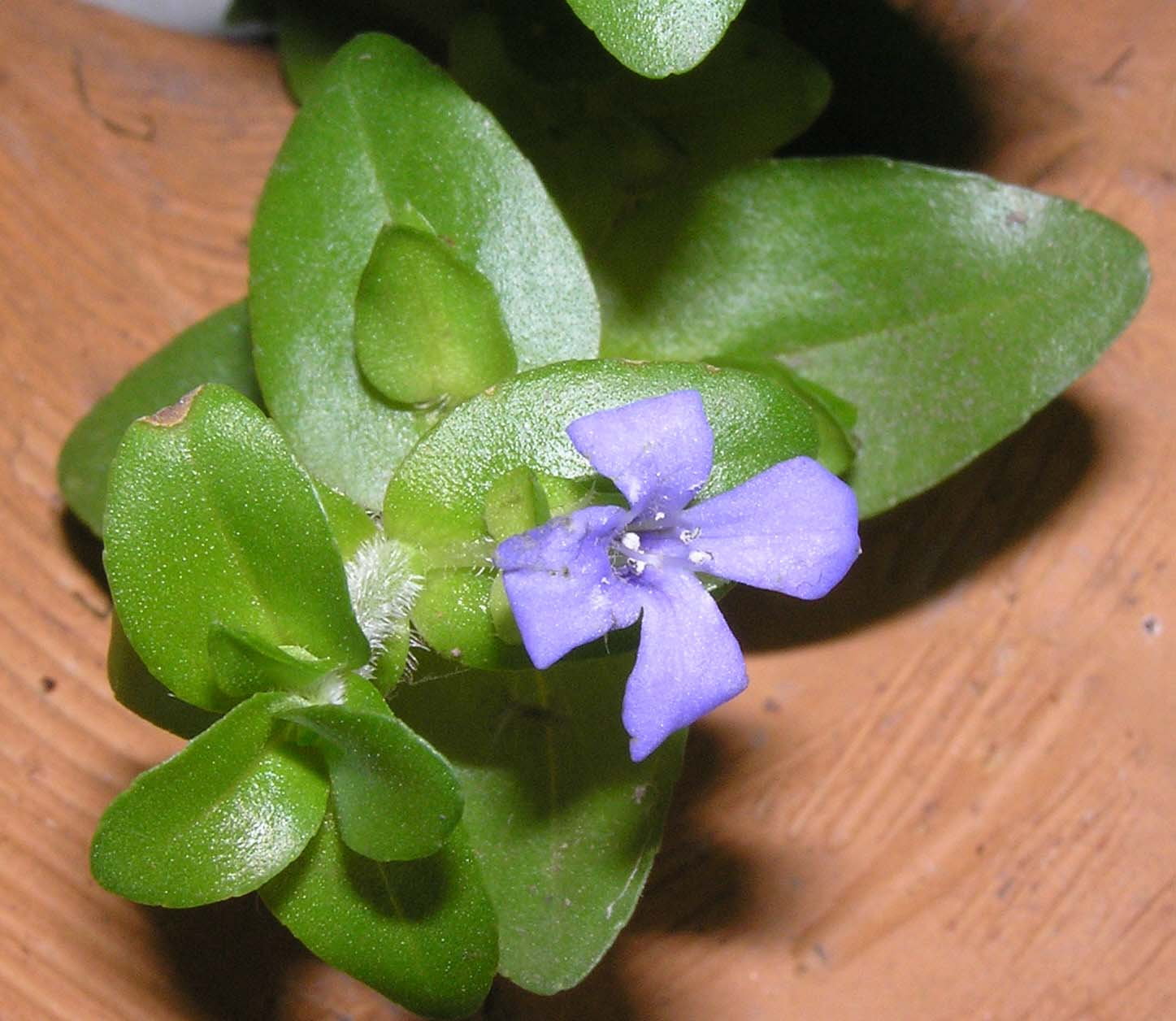
Bacopa lanigera

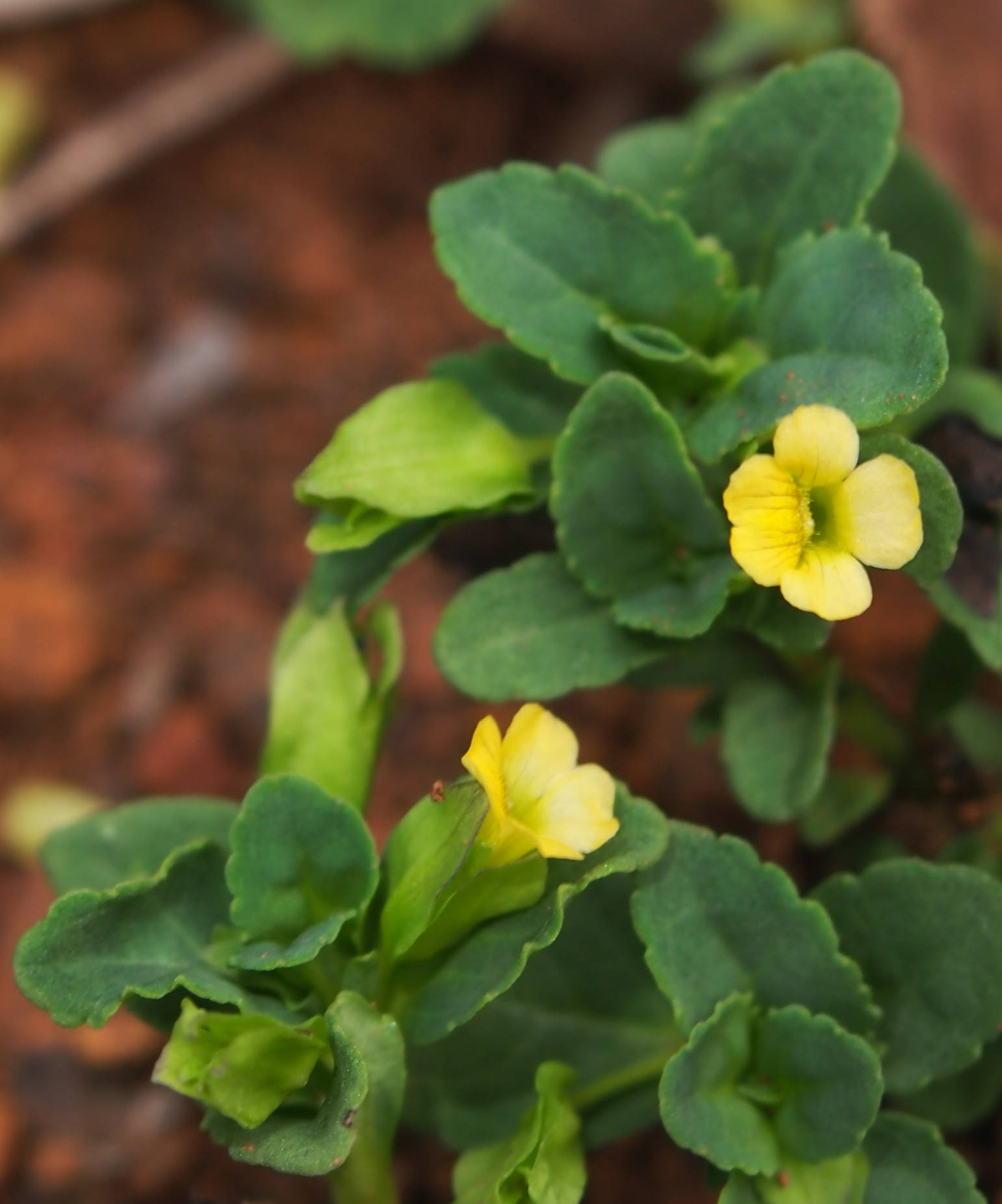
Bacopa montevidensis

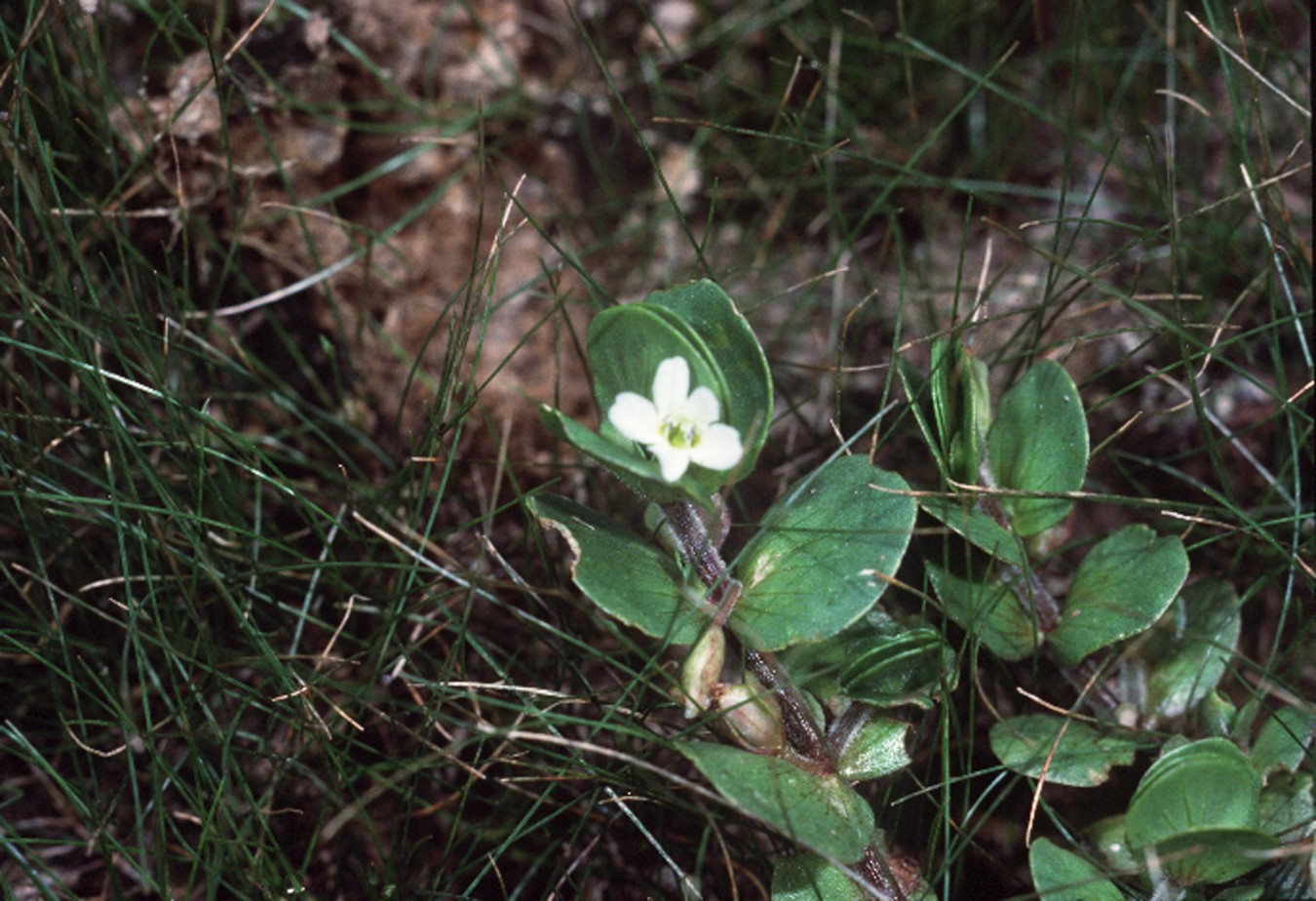
Rundblättriges Fettblatt (Bacopa rotundifolia)

- Bacopa albida (Pennell) Standl.: Sie kommt in Kolumbien vor.[4]
- Bacopa angulata (Benth.) Loefgr. & Edwall: Südöstliches Brasilien.[4]
- Bacopa aquatica Aubl. (Syn.: Bacopa stellarioides (Cham.) Loefgr. & Edwall, Bacopa grandiflora (Benth.) Descole & Borsini): Sie kommt von Trinidad bis ins tropische Südamerika vor.[4]
- Bacopa arenaria (J.A.Schmidt) Loefgr. & Edwall: Brasilien.[4]
- Bacopa axillaris (Benth.) Standl.: Mittelamerika und tropisches Südamerika.[4]
- Bacopa bacopoides (Benth.) Pulle: Guatemala bis nördliches Brasilien.[4]
- Bacopa beccabunga (Griseb.) B.L.Rob.: Kuba.[4]
- Bacopa bracteolata Standl.: Panama.[4]
- Bacopa braunii (Ernst) Pennell: Nördliches Kolumbien bis Venezuela.[4]
- Bacopa callitrichoides (Kunth) Pennell: Östliches Kolumbien bis Venezuela.[4]
- Großes Fettblatt (Bacopa caroliniana (Walter) B.L.Rob., Syn.: Bacopa amplexicaulis (Michx.) Wettst.[4]): Es kommt in den südöstlichen US-Bundesstaaten Alabama, Florida, Georgia, Louisiana, Maryland, Mississippi, North Carolina, South Carolina, Virginia und in Texas vor.[3]
- Bacopa cochlearia (Huber) L.B.Sm.: Brasilien.[4]
- Bacopa connata (Pennell) Pennell: Guayana.[4]
- Gekerbtes Fettblatt (Bacopa crenata (P.Beauv.) Hepper): Westliches und zentrales tropisches Afrika bis zum Sudan und KwaZulu-Natal, außerdem Madagaskar.[4]
- Bacopa decumbens (Fernald) F.N.Williams: Sie kommt in Mexiko, in Guatemala und in Afrika in Guinea, Gambia, Senegal sowie Sierra Leone vor.[3][4]
- Bacopa depressa (Benth.) Loefgr. & Edwall: Brasilien.[4]
- Bacopa diffusa (Willd. ex Cham. & Schltdl.) Loefgr. & Edwall (Syn.: Stemodia verticillata (Mill.) Hassl.): Südliches Mexiko bis tropisches Amerika.[4]
- Bacopa divaricata (J.A.Schmidt) Loefgr. & Edwall (Syn.: Mecardonia procumbens (Mill.) Small): Tropisches und subtropisches Amerika.[4]
- Bacopa dubia Chodat & Hassl.: Östliches Bolivien bis nordöstliches Argentinien.[4]
- Bacopa egensis (Poepp. & Endl.) Pennell: Südliches Nigeria bis westlic-zentrales tropisches Afrika, dazu Nicaragua bis westliches Brasilien.[4]
- Bacopa eisenii (Kellogg) Pennell: Kalifornien, Nevada und Arizona.[4]
- Bacopa floribunda (R.Br.) Wettst.: Sie kommt vor in Indien, Sri Lanka, Indonesien, Thailand, Malaysia, Laos, Vietnam, auf den Philippinen, in China und in Australien.[5]
- Bacopa gracilis (Benth.) Loefgr. & Edwall: Brasilien.[4]
- Bacopa gratioloides (Cham.) Chodat: Tropisches Südamerika.[4]
- Bacopa hamiltoniana (Benth.) Wettst.: Tropisches Afrika, Madagaskar, indischer Subkontinent.[4]
- Bacopa humifusa (Griseb.) B.L.Rob.: Kuba.[4]
- Bacopa imbricata (Benth.) Pennell: Guayana und nördliches Brasilien.[4]
- Bacopa innominata (M.Gómez) Alain: Südöstliche Vereinigte Staaten, Karibik und Kolumbien bis Venezuela.[4]
- Bacopa lacertosa Standl.: Südliches Mexiko bis Nicaragua.[4]
- Bacopa lanigera (Cham. & Schltdl.) Wettst.: Östliches Bolivien bis Brasilien.[4]
- Bacopa laxiflora (Benth.) Edwall (Syn.: Bacopa parvula (S.Moore) Pennell): Südwestliches Mexiko bis tropisches Südamerika.[4]
- Bacopa lecomtei Bonati: Indochina.[4]
- Bacopa lisowskiana Mielcarek: Guinea.[4]
- Bacopa longipes (Pennell) Standl.: Kuba.[4]
- Bacopa madagascariensis (Benth.) Pennell: Das Madagassische Fettblatt ist im Inselstaat Madagaskar verbreitet.[6]
- Bacopa minuta Borhidi & O.Muñiz: Kuba.[4]
- Kleines Fettblatt (Bacopa monnieri (L.) Wettst.): Es kommt vor im tropischen und südlichen Afrika, in Madagaskar, China, Taiwan, im tropischen Asien, Australien, im südlichen Nordamerika, in Mittelamerika, in der Karibik und in Südamerika.[3]
- Bacopa monnierioides (Cham.) B.L.Rob. (Syn.: Bacopa appressa (Pennell) Standl.): Sie kommt von Guatemala bis Argentinien vor.[4]
- Bacopa monosticta (Schltl.) Pennell: Brasilien.[4]
- Bacopa montevidensis (Spreng.) Herter & Melch. (Syn.: Mecardonia procumbens (Mill.) Small, Bacopa procumbens (Mill.) Greenm.): Tropisches und subtropisches Amerika.[4]
- Bacopa myriophylloides (Benth.) Wettst.: Tropisches Südamerika.[4]
- Bacopa nigrescens (Benth.) Wettst. (Syn.: Mecardonia acuminata (Walter) Small): Östlich-zentrale und südöstliche Vereinigte Staaten.[4]
- Bacopa occultans (Hiern) Hutch. & Dalziel: Westliches tropisches Afrika bis nördliches Angola.[4]
- Bacopa oxycalyx Alain: Dominikanische Republik.[4]
- Bacopa paraguariensis (S.Moore) Hassl.: Nordöstliches und östliches Bolivien bis nordöstliches Argentinien.[4]
- Bacopa pennellii G.M.Barroso & Ichaso: Brasilien.[4]
- Bacopa punctata Engl.: Südliches Sudan.[4]
- Bacopa repens (Sw.) Wettst. (Syn.: Bacopa cladostyla Chodat ex Eskuche[4]): Sie ist von Mexiko über Zentralamerika und auf Karibischen Inseln bis ins nördliche sowie westliche Südamerika weitverbreitet und ist in den südlichen Vereinigten Staaten und in China ein Neophyt.[3]
- Bacopa reptans (Benth.) Edwall
- Rundblättriges Fettblatt (Bacopa rotundifolia (Michx.) Wettst., Syn.: Bacopa tweediei (Benth.) Parodi[4])
- Bacopa salzmannii (Benth.) Edwall: Südliches Mexiko bis nordöstliches Argentinien.[4]
- Bacopa scabra (Benth.) Descole & Borsini: Brasilien bis nordöstliches Argentinien.[4]
- Bacopa semiserrata (Mart.) B.L.Rob.: Paraguay bis südliches Brasilien.[4]
- Bacopa serpyllifolia (Benth.) Pennell: Südliches Venezuela bis nordöstliches Argentinien.[4]
- Bacopa sessiliflora (Benth.) Edwall: Mexiko und Karibik bis tropisches Südamerika.[4]
- Bacopa stemodioides (Pennell) Pennell: Sie kommt in Kuba vor.[4]
- Bacopa stricta (Schrad.) Wettst. ex Edwall (Syn.: Bacopa elongata (Benth.) Pennell): Karibik und tropisches Südamerika.[4]
- Bacopa valerioi Standl. & L.O.Williams: Mexiko bis nordwestliches Venezuela.[4]
- Bacopa versicolor Herter & Melch. (Syn.: Mecardonia procumbens var. flagellaris (Cham. & Schltdl.) V.C.Souza): Sie kommt vom südlichen Brasilien bis ins südliche Südamerika vor.[4]
- Bacopa verticillata (Pennell & Gleason) Pennell (Syn.: Bacopa pedersenii Rossow): Sie kommt von Französisch-Guayana bis ins nordöstliche Argentinien vor.[4]

## Nutzung
Wenige Arten werden auch als reine (submerse) Wasserpflanzen in der Aquaristik eingesetzt.
Bei den unter dem Begriff „Bacopa“ oder auch Schneeflöckchen angebotenen Balkonpflanzen handelt es sich jedoch um eine Art aus der Gattung Chaenostoma.